# Konk (album)
Pour les articles homonymes, voir Konk.
Albums de The Kooks
Inside In/Inside Out
(2006) Junk of the Heart
(2011)
Singles
1. Always Where I Need to Be
Sortie : 31 mars 2008
2. Shine On
Sortie : 7 juillet 2008
3. Sway
Sortie : 13 octobre 2008

Konk  est le deuxième album du groupe anglais de rock indépendant The Kooks, publié le 11 avril 2008 en Europe, le 14 avril 2008 au Royaume-Uni et le 15 avril 2008 aux États-Unis, par Virgin Records.

## Liste des chansons
Toute la musique est composée par The Kooks.
| No  | Titre                     | Durée |
| --- | ------------------------- | ----- |
| 1.  | See the Sun               | 3:36  |
| 2.  | Always Where I Need to Be | 2:41  |
| 3.  | Mr. Maker                 | 3:00  |
| 4.  | Do You Wanna              | 4:06  |
| 5.  | Gap                       | 4:00  |
| 6.  | Love It All               | 2:50  |
| 7.  | Stormy Weather            | 4:01  |
| 8.  | Sway                      | 3:36  |
| 9.  | Shine On                  | 3:14  |
| 10. | Down to the Market        | 2:27  |
| 11. | One Last Time             | 2:38  |
| 12. | Tick of Time              | 4:25  |
| 13. | All Over Town             | 3:14  |

## Classements
| Classement musical              | Meilleure position |
| ------------------------------- | ------------------ |
| Allemagne (Media Control AG)    | 6                  |
| Australie (ARIA)                | 8                  |
| Autriche (Ö3 Austria Top 40)    | 6                  |
| Belgique (Flandre Ultratop)     | 4                  |
| Belgique (Wallonie Ultratop)    | 32                 |
| Canada (Canadian Albums)        | 15                 |
| Espagne (Promusicae)            | 95                 |
| États-Unis (Billboard 200)      | 41                 |
| États-Unis (Digital Albums)     | 107                |
| États-Unis (Top Rock Albums)    | 12                 |
| États-Unis (Alternative Albums) | 10                 |
| France (SNEP)                   | 20                 |
| Irlande (IRMA)                  | 2                  |
| Italie (FIMI)                   | 24                 |
| Norvège (VG-lista)              | 27                 |
| Nouvelle-Zélande (RIANZ)        | 12                 |
| Pays-Bas (Mega Album Top 100)   | 7                  |
| Royaume-Uni (UK Albums Chart)   | 1                  |
| Suède (Sverigetopplistan)       | 32                 |
| Suisse (Schweizer Hitparade)    | 9                  |